# Luật tục bảo vệ voi (người M'Nông)
Luật tục bảo vệ voi là một luật tục của người dân tộc thiểu số Người M'Nông, voi là loài vật hoang dã sống ở nơi rừng rậm núi cao, được người M’Nông bắt về thuần dưỡng để phục vụ con người trong những công việc nặng nhọc như vận chuyển gỗ, kéo xe, thồ đất đá, hàng hóa. Voi trở thành tài sản quý giá nhất của con người Tây Nguyên.

## Luật tục
Điều luật bất thành văn, quy định xử phạt những ai ăn thịt voi, coi khinh voi, chửi mắng hành hạ voi; làm cho voi bị thương hoặc chết là điều tối kỵ. Người sử dụng voi mà không chăm sóc nó chu đáo, đối xử tàn nhẫn với voi thì bị phạt nặng. Những tội như bắn chết voi rừng, giết voi lấy ngà, bắt trộm hoặc cướp voi, để voi nuôi chung bị chết đều phải xử lý nghiêm khắc. Chẳng hạn, ai làm voi bị thương nhẹ phải nộp phạt một ché rượu, một con heo để cúng.
Làm voi mang thương tích nặng phải cúng một trâu, một ché rượu. Làm voi chết phải đền con voi khác. Bắn chết voi rừng làm cho voi nhà buồn mà chết theo thì bị phạt như làm cho voi nhà bị thương. Trộm voi, cướp voi phải phạt một ché rượu, một con heo hoặc trâu. Nếu làm voi lạc, ai bắt được, chủ voi phải chia đôi giá trị con voi hoặc chuộc bằng con voi có giá trị thấp hơn, nhẹ cũng phải chuộc bằng trâu.

## Xử lý vi phạm
Luật tục coi tội con voi phạm phải cũng bị xử lý như người phạm tội ấy. Những con voi cố ý quật chết người phải bị xử tử hình. Già làng cũng mở phiên tòa kể tội con voi đó trước các chủ voi và những con voi khác, hỏi ý kiến xem nó có đáng tội chết không? Nếu đáng chết, những con voi khác đập vòi xuống đất. Không đáng chết thì chúng đứng yên. Đa số cả chủ voi và voi tán thành thì bản án được thi hành ngay. Người chủ có con voi phạm tội còn phải đền cho thân nhân người chết một con voi khác và heo, rượu để cúng. Người ta tính con voi với thang giá trị cao nhất có thể thay thế mạng người.
Gây chết người đền một voi
Chém chết người đền sáu dik.
Dik là tôi tớ, là nô lệ. Người không có voi đền thì phải đến ở đền, trở thành tôi tớ, nô lệ cho gia đình người bị hại.